# Mkuranga (huyện)
Mkuranga là một huyện thuộc vùng Pwani, Tanzania. Thủ phủ của huyện Mkuranga đóng tại Mkuranga. Huyện Mkuranga có diện tích 2432 ki lô mét vuông. Đến thời điểm điều tra dân số ngày 25 tháng 8 năm 2002, huyện Mkuranga có dân số 186927 người.